# Mary Cover Jones
Mary Elizabeth Cover Jones (* 1. September 1896 in Johnstown, Pennsylvania; † 22. Juli 1987 in Santa Barbara, Kalifornien) war eine US-amerikanische Entwicklungspsychologin. Aufgrund ihrer Forschungen war sie eine Wegbereiterin im Bereich der Verhaltenstherapie. Ihre Studie über den Fall Peter (A laboratory study of fear: The case of Peter) – ein Kind, das Angst vor pelzigen Objekten wie beispielsweise Kaninchen hatte – ist ihre bekannteste und in der Fachwelt am häufigsten zitierte Arbeit.

## Leben

### 1896–1915 – Kindheit und Jugend
Mary Cover Jones wurde als zweites von drei Kindern geboren. Ihr Vater, Charles Blair Cover, ermutigte sie und ihre Geschwister zu weiterführender Bildung, da er es selbst bedauerte, keine Universität besucht zu haben. Auch die mit der Familie verbrachten Sommerferien am Chautauqua-Institut in Ohio boten aufgrund der dortigen Bildungsangebote für Jones den Anreiz, aufs College zu gehen. Während ihrer Highschool-Zeit wollte sie allerdings noch Krankenschwester werden. Sie war Herausgeberin der Schülerzeitung, besuchte einen College-Vorbereitungskurs und machte 1915 ihren Abschluss mit Auszeichnung. Sie entschied sich für das Vassar College in Poughkeepsie, New York.

### 1915–1919 – Vassar College
Mit dem College hatte Mary Cover Jones Schwierigkeiten. In ihrem ersten Jahr musste sie einen Lateinkurs wiederholen, den sie zuvor nicht bestanden hatte. Sie besuchte alle angebotenen Psychologiekurse, doch aufgrund nicht genügender Leistungen in einem vorhergehenden Laborkurs verweigerte ihr die zuständige Professorin Margaret Floy Washburn die Erlaubnis, Psychologie als Hauptfach zu belegen. Daraufhin entschied sich Jones für Wirtschaftswissenschaft, ein Fach, das sie ebenfalls interessierte und zu ihren außerschulischen Aktivitäten passte.
Sie war Präsidentin des Socialist Club und verantwortlich für die Vorbereitung und Leitung einer jährlichen Konferenz, auf der beruflich erfolgreiche Frauen mit den Studentinnen über ihre Möglichkeiten nach dem Collegeabschluss sprachen. Des Weiteren gehörte sie einer Gruppe von Unterstützerinnen des Frauenwahlrechts an und sprach sich als Erste, entgegen der Mehrheit am College, gegen den Eintritt der USA in den Ersten Weltkrieg aus.
Im Sommer nach ihrem zweiten Jahr in Vassar arbeitete sie als Beraterin in einem Camp für unterprivilegierte Kinder und, organisiert vom College, im darauffolgenden Sommer in einer Wohlfahrtseinrichtung in Boston mit Kindern aus der dortigen Unterschicht. Zu diesem Zeitpunkt wollte sie Ärztin werden.
Im Jahr 1919 machte sie ihren Abschluss und nahm an einer Vorlesung von John B. Watson in New York teil, der über sein Little-Albert-Experiment dozierte. Daraufhin entschied sie, dass ihre berufliche Zukunft in der Psychologie liegen sollte: “[…] and decided I would rather be a child psychologist than a pediatrician.” (deutsch: „[…] und entschied, dass ich eher Kinderpsychologin als Kinderärztin werden wollte“) Jones war begeistert von Watsons Theorien, seine Meinung über Kindererziehung teilte sie allerdings nicht.

### 1919–1926 – Columbia University
Ihre Wahl für ein weiterführendes Studium der Psychologie fiel auf die Columbia University in New York City, nach einem Gespräch mit dem dort unterrichtenden Professor Robert S. Woodworth. Hier fiel ihr das Studieren wesentlich leichter als am Vassar College.
Gleich im ersten Jahr lernte Mary Cover Jones ihren späteren Mann, Harold Ellis Jones, kennen, der wie sie dort Psychologie studierte. Beide besuchten dieselben Kurse, lernten zusammen und machten ein Jahr später ihren Master. Im Sommer arbeitete sie unter Harold Jones’ Leitung mit Menschen mit geistiger Behinderung, was den Beginn einer jahrelangen partnerschaftlichen Zusammenarbeit begründete. Im selben Jahr, an Mary Cover Jones’ Geburtstag, heirateten sie, getraut von dem US-amerikanischen Sozialisten Norman Thomas, und setzten danach ihr Promotionsstudium fort.
In dieser Zeit wurde sie schwanger, studierte und arbeitete aber weiterhin, zuerst an einer öffentlichen Schule in Manhattan mit lernbehinderten Kindern, dann als Dozentin zum Thema Jugendpsychologie sowie als beratende Psychologin. 1922 kam ihre Tochter Barbara zur Welt. Kurz darauf, Anfang des folgenden Jahres, war Jones wieder berufstätig, da sie ihre Tochter mit zur Arbeit nehmen durfte.
Im Sommer nahm sie dann auch ihr Studium wieder auf. Sie wurde wissenschaftliche Mitarbeiterin am Institute of Educational Research am Teachers’ College der Universität und konnte ihre Tochter im dazugehörigen Child Study Center unterbringen. Weitere Unterstützung bekam sie durch eine Haushaltshilfe. Inzwischen hatte Harold Jones sein Studium abgeschlossen und seinen Doktorgrad erhalten. Sein Interesse hatte bisher der Experimentalpsychologie gegolten, jedoch ließ er sich durch seine Frau für die Entwicklungspsychologie begeistern.
Während der Zeit am Forschungsinstitut lebten sie im Haus der Heckscher Foundation, in einem Heim für Kinder, die zeitweise von ihren Eltern getrennt lebten. Während Harold Jones an der Columbia lehrte, arbeitete Mary Cover Jones dort mit den Kindern, indem sie ihr Verhalten untersuchte. Einige dieser Beobachtungen, die ihren Forschungen zu ihrer Doktorarbeit vorangingen und die sie selbst nicht veröffentlichte, wurden von John B. Watson in seinem gleichnamigen Buch über Behaviorismus erwähnt.
Jones hatte Watson durch ihre Freundin und frühere Kommilitonin am Vassar College, Rosalie Rayner, kennengelernt, die Watsons Assistentin und Ehefrau war und mit ihm beim Little-Albert-Experiment zusammengearbeitet hatte.
Jones’ Zusammenarbeit mit Watson begann im Rahmen einer Förderung des Laura Spelman Rockefeller Memorial Fund zur Erforschung der Kindesentwicklung, eines neuen Bereiches der Psychologie. Unter Watsons Aufsicht führte Jones ihre inzwischen berühmte Studie des kleinen Peter durch, (siehe Abschnitt 2.1 Der Fall Peter) in der sie ihn mittels Gegenkonditionierung von seiner Angst vor Pelztieren befreite. 1924 veröffentlichte sie diese Studie, die allerdings aufgrund zu weniger Fallbeispiele (nämlich nur einem) nicht für ihre Dissertation zugelassen wurde. Sie schrieb ihre Doktorarbeit schließlich über die Entwicklung früher Verhaltensmuster bei Kindern (The development of early behavior patterns in young children), für die sie mehr als 300 Kleinkinder untersuchte, unterstützt durch ein Stipendium des Laura Spelman Rockefeller Memorial Fund.
Im Jahr 1925, inmitten ihrer Dissertationsarbeit, wurde ihre zweite Tochter Lesley geboren, und im darauffolgenden Jahr schloss sie ihr Studium mit Erhalt des Doktorgrades ab.

### 1927–1960 – Berkeley

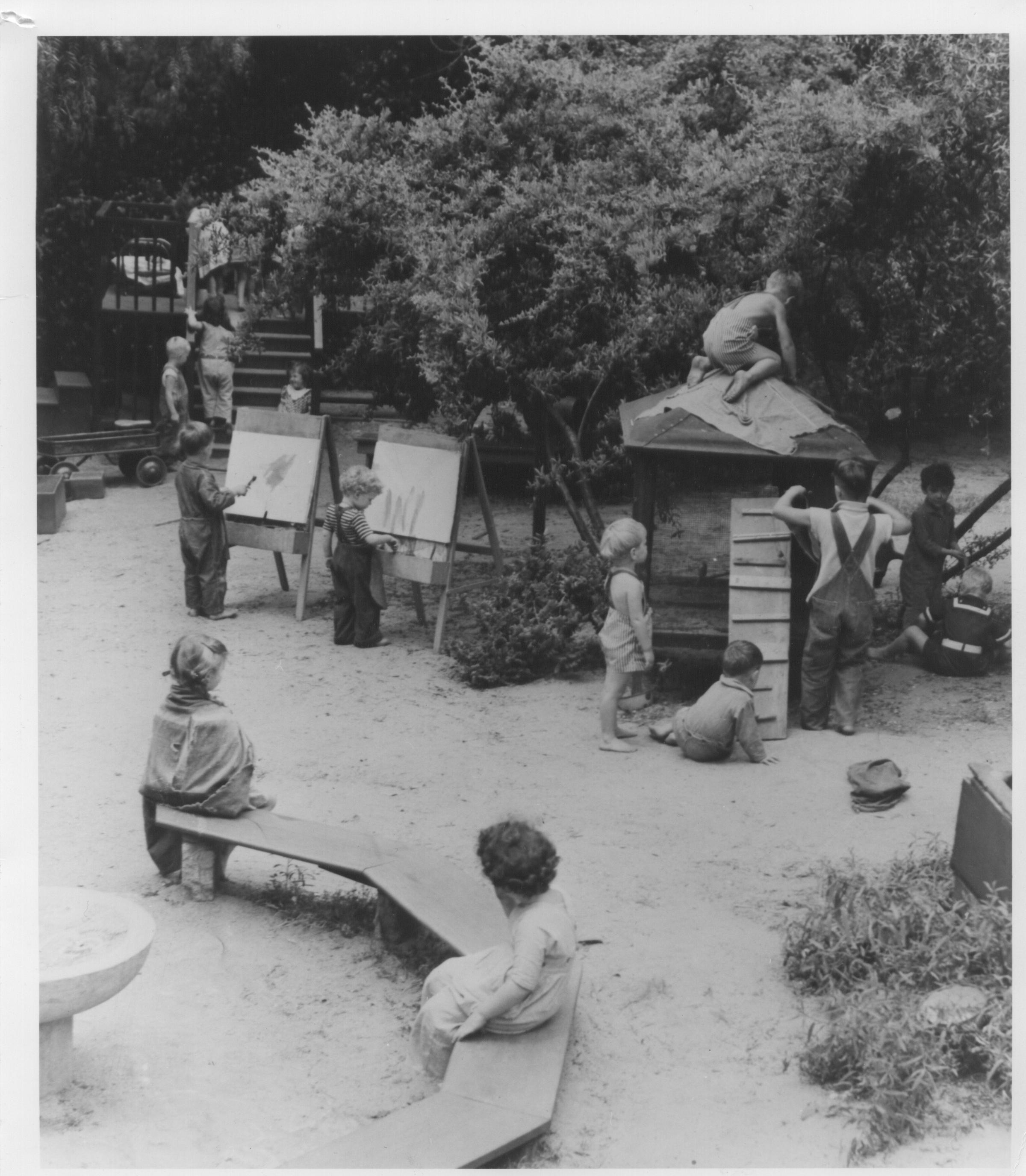
Institute of Child Welfare, Berkeley

Als ihrem Mann Harold Jones die Position des Forschungsdirektors am gerade neu gegründeten Institute of Child Welfare (das heutige Institute of Human Development) an der University of California, Berkeley (UCB) angeboten wurde, zog die Familie 1927 an die Westküste der USA. Mary Cover Jones sollte dort ebenfalls eine Stelle bekommen, doch es dauerte ein Jahr, bis sie unter Herbert R. Stolz als wissenschaftliche Mitarbeiterin angestellt wurde. Ihre Aufgabe war es, an der ebenfalls neu gegründeten nursery school (siehe Kindergarten), dem heutigen nach ihrem Mann benannten Harold E. Jones Child Study Center, die dort untergebrachten Kinder zu untersuchen. Die Zwischenzeit überbrückte sie, indem sie Eltern unterrichtete, die wiederum Elterngruppen leiten sollten, und indem sie die Arbeit der nursery school der Öffentlichkeit vorstellte.
Als wissenschaftliche Mitarbeiterin war sie bald darauf an drei Langzeitstudien beteiligt, hauptsächlich an der Oakland Growth Study (OGS). Während in den anderen beiden Studien, der Guidance Study und der Berkeley Growth Study, Babys beobachtet wurden, waren es bei der OGS mehr als 200 Fünft- und Sechstklässler während der Pubertät. Letztendlich wurden die Teilnehmer in mehreren daran anknüpfenden Studien, zusammengefasst zu den Intergenerational Studies of Development and Aging, bis ins mittlere und höhere Erwachsenenalter begleitet. Dafür und für die geringe Fluktuationsrate war zum großen Teil Mary Cover Jones verantwortlich. Sie hatte vor Beginn der Studien die Kinder an ihren Schulen besucht und ihnen die Studien erklärt. Die Begeisterung der Teilnehmer hielt an, nicht nur aufgrund Jones’ Gewissenhaftigkeit, sondern auch, weil sie im Laufe der Studien eine persönliche Beziehung zu ihnen aufbaute. Auch nach ihrer Pensionierung blieb sie mit ihnen in Kontakt, rief sie an ihren Geburtstagen an und machte sogar vereinzelt Krankenbesuche.
Die Arbeit an dieser Studie beeinflusste ihre weitere Karriere. Sie veröffentlichte mehr als 100 Studien unter Benutzung der Daten aus der OGS, auch noch nach ihrer Pensionierung, unter anderem zu Langzeiteffekten auf Psyche und Verhalten von früher und später physischer Reife während der Jugend. Des Weiteren untersuchte sie die Entwicklungsursachen des Problemtrinkens bei Erwachsenen. Ihre Forschungen, die mit der Entwicklung bei Kindern begannen, beinhalteten nun alle Stadien der Lebensdauer des Menschen. Bei all ihren Studien war es ihr wichtig, die untersuchten Personen als Individuum und als Ganzes zu betrachten im Zusammenhang mit ihren unterschiedlichen Lebensumständen.
Jones war nicht nur an der University of California tätig, sondern auch Mitglied zahlreicher Komitees: während der Zeit des Zweiten Weltkriegs im Committee on Children in War Time des Berkeley Civilian Defense Program, danach unter anderem im Citizens’ Advisory Committee on Youth Activities im Zusammenhang mit einer Befragung von Jugendlichen, die sie 1952 getätigt hatte. Sie hielt Vorträge und gab Seminare in weiten Teilen der USA und war ab 1946 bis zu ihrer Pensionierung Dozentin im Fachbereich Psychologie in Berkeley.
1952 produzierten sie und ihr Mann den ersten und sehr erfolgreichen TV-Lehrkurs für Kinderpsychologie, der neben Gesprächen mit Fachspezialisten auch Interviews mit Eltern und Kindern beinhaltete. Im gleichen Jahr wurde sie Juniorprofessorin (Assistant Professor) für Erziehung in Berkeley, drei Jahre später dann außerordentliche Professorin (Associate Professor). Das Verbot der Vetternwirtschaft an der Universität verhinderte aufgrund der dortigen Position ihres Mannes, dass sie eine ordentliche Professorenstelle (Full Professor) bekam.
1959, ein Jahr vor ihrer Pensionierung, wurde sie schließlich doch noch zur Professorin ernannt.
Bis 1952, solange ihre Kinder bei ihr wohnten, hatte sie jedoch nie Vollzeit gearbeitet. Ihre Priorität war die Familie, nicht ihre Karriere.

### 1960–1987 – Professorin im Ruhestand
Nach ihrer beider Pensionierung besuchten Mary Cover Jones und ihr Mann das erste Mal in ihrem Leben Europa. Sie flogen nach Paris, wo Harold Jones nur wenige Tage nach ihrer Ankunft einen tödlichen Herzinfarkt erlitt.
In dieser schwierigen Zeit hatte sie die Möglichkeit, weiter zu arbeiten, unterstützt von Nevitt Sanford, der ihr eine Stelle an seinem neuen Institute for the Study of Human Problems an der Stanford University anbot, wo sie fünf Jahre lang arbeitete und Stanford-Studenten untersuchte, vor allem jene, die an Alkoholproblemen litten. 1963 hatte sie auch eine Gastprofessur am Mills College inne.
Von 1969 an war sie wieder am Institute of Human Development als Beraterin für Intergenerational Studies tätig und im Jahr 1975 für das Journal of Behavior Therapy and Experimental Psychiatry. Sie veröffentlichte weiterhin Studien und hielt Vorträge, unter anderem auch in Toronto und Wien.
Mary Cover Jones arbeitete bis wenige Monate vor ihrem Tod. Sie starb am 22. Juli 1987 nach kurzer Krankheit im Alter von 90 Jahren. Am 16. September 1987 wurde eine Gedenkfeier für sie an der Universität veranstaltet, zu der auch 150 Teilnehmer der Oakland Growth Study kamen. Diese hatten ihr auf einem Treffen 1985 eine Erinnerungstafel mit folgender Aufschrift überreicht:

Our heartfelt appreciation of the combination of professionalism and distinctive personal empathy, for the sincere help and advice from young teens to mature life. This eclipsing over 53 years of service and still ongoing, to a lady who gave of herself to help any and all of the Study Group. 1933–1985 U.C. Oakland Growth Study.

„Unsere tiefempfundene Dankbarkeit für die Verbindung von Professionalität und ausgeprägtem persönlichen Mitgefühl, für aufrichtige Hilfe und Ratschläge während unserer Entwicklung vom Teenager zum Erwachsenen. Diese Bescheidenheit in mehr als 53 Jahren Dienst, und darüber hinaus, für eine Dame, die sich selbst der Hilfe für alle und jeden Einzelnen aus der Studiengruppe widmete.“

## Bedeutende Arbeiten

### Der Fall Peter (1924)
Nachdem Mary Cover Jones in einer vorhergehenden Studie über Emotionen bei Kindern herausgefunden hatte, welche der angewandten Methoden zur Überwindung von Ängsten am wirkungsvollsten waren, versuchte sie diese beim knapp drei Jahre alten Peter. Er litt an einer Phobie vor pelzigen Objekten, vor allem vor Kaninchen. Er wurde deshalb für diese Studie ausgesucht, weil er ein ausgesprochen ängstliches Kind war und sein Fall an das Little-Albert-Experiment erinnerte. Jones nutzte die Methoden der sozialen Nachahmung und der direkten Konditionierung: Peter wurde mit Kindern zusammengebracht, die keine Angst vor Kaninchen hatten. Während Peter mit diesen Kindern spielte, war zeitweise ein weißes Kaninchen im selben Raum. Peters Angst vor dem Tier nahm allmählich ab. Doch zwischendurch gab es einen Rückfall, so dass Jones es mit einer anderen Methode versuchte. Das Kaninchen wurde Peter gleichzeitig mit einem angenehmen Reiz, seinem Lieblingsessen, präsentiert, auch diesmal in Anwesenheit der Kinder, die keine Angst davor hatten. Dieser Vorgang wurde wiederholt und das Kaninchen dabei vorsichtig immer näher an den Jungen herangebracht. Irgendwann tolerierte Peter die Anwesenheit des Tieres und war sogar fähig, es zu berühren und auf seinem Schoß sitzen zu lassen.
A laboratory study of fear: The case of Peter ist ihre berühmteste und meistzitierte Studie. Mit diesen Forschungen legte Mary Cover Jones den Grundstein für viele Methoden der Verhaltenstherapie, wie die operante Konditionierung von B. F. Skinner, die systematische Desensibilisierung von Joseph Wolpe und das Lernen am Modell von Albert Bandura.

### Doktorarbeit (1926)
Auf John B. Watsons Vorschlag untersuchte Jones an 365 Babys, in welchem Alter sie welche Funktionen entwickeln. Sie testete dabei unter anderem, ab wann sie ihren Kopf heben, aufrecht sitzen und mit ihren Augen Objekten folgen konnten. Sie verglich ihre Ergebnisse mit Babybiografien, die unter anderem Johann Heinrich Pestalozzi und Charles Darwin untersucht hatten.
Ihre Studie The development of early behavior patterns in young children war ein Vorläufer der heutigen Intelligenz- und Motoriktests für Babys.

### Langzeitstudien (ab 1928)
1928 begann die erste ihrer Studien, die Guidance Study, unter der Leitung von Jean Walker Macfarlane, und kurz darauf die Berkeley Growth Study, geleitet von Nancy Bayley, die die Bayley Scales of Infant Development entwickelt hatte. Diese beiden Studien befassten sich mit der Entwicklung von Kleinkindern. Da es aber mit diesen Teilnehmern erst in einigen Jahren möglich sein würde, ihre Entwicklung während der Jugend zu erforschen, wurde im Jahr 1931 die Oakland Growth Study (OGS) von Mary und Harold Jones sowie Herbert Stolz initiiert. Hier wurde die Entwicklung von 212 Fünft- und Sechstklässlern im Alter von etwa zehn Jahren während der Pubertät untersucht. Unter anderem wurden Ausflüge mit ihnen organisiert, um sie auch in anderen, weniger kontrollierten Situationen zu sehen, mit Mary Cover Jones als regelmäßiger Beobachterin.
Die aus den drei Langzeitstudien, vor allem der Oakland Growth Study (OGS), gewonnenen Daten verwendete sie für viele Studien, unter anderem zu folgenden Themen:
- die Auswirkungen der frühen und späten Entwicklung bei Jungen und Mädchen auf das eigene Selbstverständnis, zwischenmenschliches Verhalten und Motivationen;
- soziale Entwicklung: der Zusammenhang zwischen physischer Reife von Jungen und ihrem Verhalten sowie ihrem Status in der Schule;
- der Vergleich von Verhalten und Interessen von Jugendlichen über 20 Jahre: Die erste Fallgruppe wurde 1935 studiert, die zweite 1953, also jeweils vor und nach dem Zweiten Weltkrieg.

Für ihre Studie über die Ursachen des Problemtrinkens nutzte Jones neben den Daten der OGS auch die ihrer Untersuchungen an der Stanford University. Sie verglich das Trinkverhalten während der Schule und im Erwachsenenalter miteinander, erkannte bestimmte Muster und folgerte daraus, dass:
- die betroffenen Personen während ihrer Jugend Unbeständigkeit, Unberechenbarkeit und Impulsivität zeigten,
- männliche Problemtrinker in der Jugend ihre männliche Rolle übertrieben und mit dem Trinken aus Trotz gegenüber Autoritäten begannen und
- es leichter ist, bei Männern Problemtrinken vorherzusagen als bei Frauen, basierend auf den Persönlichkeitsdaten aus der Jugend.

Auch wenn die ausgewählten Teilnehmer nur einen kleinen Ausschnitt der amerikanischen Bevölkerung darstellen, fand die OGS Eingang in Bücher über Jugend- und Entwicklungspsychologie. Jones’ Untersuchungen zum Problemtrinken waren ein wichtiger Schritt für das Verständnis der Beziehung zwischen Persönlichkeit und exzessivem Trinken.

## Anerkennung
Mary Cover Jones war Mitglied der Western Psychological Association, California State Psychological Association, Society for Research in Child Development (SRCD), American Psychological Association (APA) und der Gerontological Society of America (GSA).
1960 war sie Präsidentin der Abteilung für Entwicklungspsychologie der American Psychological Association und bekam 1968 von ihr den G. Stanley Hall Award für bedeutende Mitwirkung in der Entwicklungspsychologie (Distinguished Contributions to Developmental Psychology). Ein Jahr später erhielt sie vom Institute of Human Development zu dessen 40. Jubiläum eine Auszeichnung für bedeutende Mitwirkung bei der Erforschung der menschlichen Entwicklung (Distinguished Contributions to the Study of Human Development).

## Werke (Auswahl)
- 1924: The elimination of childrens’ fears. Journal of Experimental Psychology, 7, S. 382–390.
- 1924: A laboratory study of fear: The case of Peter. Pedagogical Seminary, 31, S. 308–315.
- 1926: The development of early behavior patterns in young children. Pedagogical Seminary, 33, S. 537–585.
- 1933: Emotional development in C. Murchison (Hrsg.) A handbook of child psychology. 2. Ausgabe. Clark University Press, Worcester, Massachusetts, S. 271–302.
- 1950: Adolescence. In: W. S. Monroe (Hrsg.): Encyclopedia of Educational Research. Macmillan, New York, S. 18–22.
- 1957: The later careers of boys who were early- or late-maturing. In: Child Development. 28, S. 113–128.
- 1957 (mit Harold E. Jones): Growth and behavior in adolescence. Pacific Rotaprinting Company, Oakland, California.
- 1958 (mit Paul Mussen): Self conceptions, motivations, and interpersonal attitudes of early- and late-maturing girls. In: Child Development. 29, S. 491–501.
- 1965: Psychological correlates of somatic development. In: Child Development. 36, S. 899–911.
- 1967: A report on three growth studies at the University of California. In: The Gerontologist. 7, S. 49–54.
- 1968: Personality correlates and antecedents of drinking patterns in adult males. In: Journal of Consulting and Clinical Psychology. 32, S. 2–12.
- 1971: Personality antecedents and correlates of drinking patterns in women. In: Journal of Consulting and Clinical Psychology. 36, S. 61–69.
- 1971 (Hrsg. mit Nancy Bayley, Jean W. Macfarlane und Marjorie P. Honzik): The course of human development. Xerox College Publishing, Waltham, Massachusetts.
- 1974: Albert, Peter and John B. Watson. In: American Psychologist. 29, S. 581–583.
- 1975: A 1924 pioneer looks at behavior therapy. In: Journal of Behavior Therapy and Experimental Psychology. 6, S. 181–187.
- 1981/2: Harold E. Jones and Mary C. Jones, Partners in Longitudinal Studies. an oral history conducted 1981–1982 by Suzanne B. Riess, Regional Oral History Office, The Bancroft Library, University of California, Berkeley 1983, ISBN 1-152-53938-8.